# S.T.A.L.K.E.R.: Shadow of Chernobyl
STALKER: Shadow of Chernobyl é um jogo eletrônico de terror e sobrevivência de tiro em primeira pessoa desenvolvido pela GSC Game World e publicado pela THQ em 2007 após um longo desenvolvimento. O jogo se passa em uma realidade alternativa, onde um segundo desastre de origem misteriosa ocorreu na Zona de Exclusão de Chernobyl, causando estranhas mudanças na área ao seu redor. O jogo apresenta um enredo não linear e inclui elementos de RPG, como negociação e comunicação bidirecional com personagens não-jogadores .
No jogo, o jogador assume a identidade do Marcado, um homem amnésico que tenta encontrar e matar o misterioso Strelok dentro da Zona, um território proibido que cerca a Usina Nuclear de Chernobyl . É ambientado após um segundo desastre fictício de Chernobyl, que contaminou ainda mais a área circundante com radiação e causou estranhas mudanças sobrenaturais na fauna, na flora locais e nas leis da física. O pano de fundo e alguma terminologia do jogo foram emprestados da novela Roadside Picnic e de sua adaptação cinematográfica Stalker .
Uma continuação chamada STALKER: Clear Sky, foi lançada em 2008 e uma sequência chamada STALKER: Call of Pripyat, foi lançada em 2010. Existem também vários remakes de fãs tentando restaurar o conteúdo cortado da versão original do jogo.

## Contexto
S.T.A.L.K.E.R. ocorre em uma área chamada The Zone é baseada na zona de exclusão de Chernobyl e também é inspirada em obras de ficção: a novela de ficção científica de Roadside Picnic (1972), de Boris e Arkady Strugatsky, que foi livremente adaptada no filme Stalker (1979), de Andrei Tarkovsky, bem como a novelização subsequente do filme pelo Strugatsky
A Zona abrange cerca de 30 quilômetros quadrados e apresenta uma fatia da área de Chernobyl que se estende ao sul da Usina Nuclear de Chernobyl;  mudanças geográficas para licença artística incluem a mudança da cidade de Pripyat para esta área (na verdade fica a noroeste da usina), embora a cidade em si seja diretamente modelada em sua contraparte da vida real, embora menor em  tamanho e apresenta recriações no jogo de muitos locais reais da cidade. O termo Stalkers também foi usado para designar os cientistas e engenheiros que exploraram o interior do sarcófago de Chernobyl após sua construção apressada em 1986. Além disso, Zona também é um termo usado para se referir à Zona de Exclusão de 30 quilômetros ao redor da usina.
Na história do jogo, após o desastre inicial de Chernobyl, foram feitas tentativas de repovoar a área, principalmente com cientistas e militares. No entanto, em 2006, quase 20 anos após o primeiro incidente, ocorreu um misterioso segundo desastre, matando ou transformando a maioria dos habitantes. S T.A.L.K.E.R. começa anos depois que as pessoas começaram a vir para a Zona em busca de dinheiro, artefatos valiosos e informações científicas. De acordo com a decadência pós-nuclear na Zona, a radiação extrema causou mutações entre animais e plantas na área. Como resultado do segundo desastre, a Zona também está repleta de pequenas áreas perigosas de física alterada, conhecidas como anomalias. Exploradores e necrófagos que operam na Zona, conhecidos como Stalkers, possuem um detector de anomalias, que emite bipes de alerta com frequência variável, dependendo da proximidade de uma anomalia.

## Jogabilidade

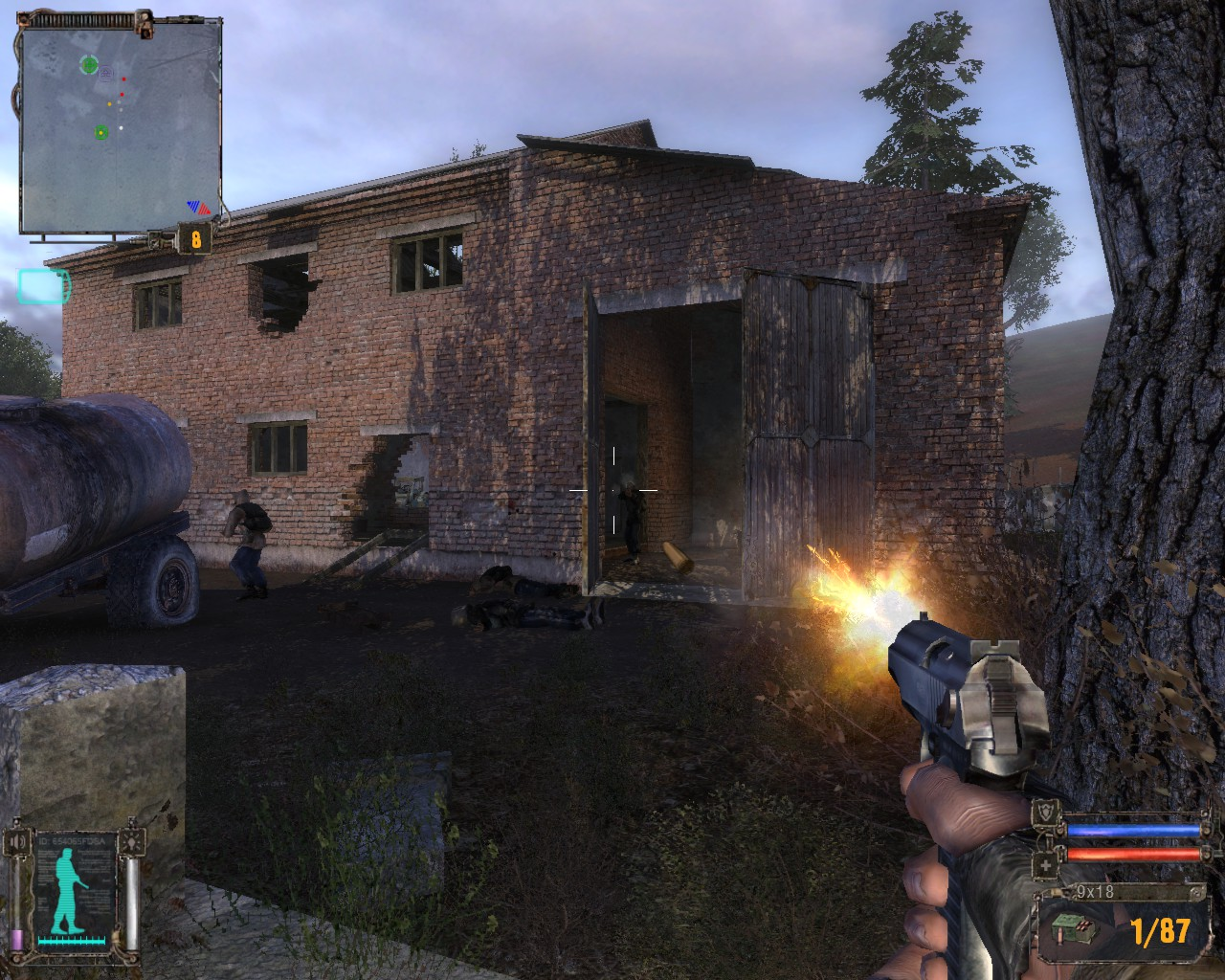
Uma captura de tela de S.T.A.L.K.E.R.

S.T.A.L.K.E.R.: Shadow of Chernobyl é um jogo eletrônico de terror e sobrevivência de tiro em primeira pessoa, mas também apresenta muitos elementos de RPG. O jogador não ganha habilidades ou estatísticas adicionais como a maioria dos RPGs (embora o jogador passe de "novato" para "especialista" no jogo, o que tem pequenos efeitos na capacidade de mirar com precisão), mas em vez disso é permitido anexar artefatos que podem  aumentar ou diminuir os atributos do jogador. Os artefatos encontrados na Zona têm efeitos positivos e negativos, exceto alguns artefatos raros que possuem apenas atributos positivos.
Há um grande número de itens no jogo, então o jogador tem opções de personalização que são limitadas principalmente pela quantidade de exploração que ele faz. O jogo também tenta combinar a história e a interação dos personagens que são comumente associadas aos RPGs. Porém, os ramos de conversação são extremamente limitados e não influenciam significativamente o andamento do jogo, além de aceitar ou recusar missões.
A Zona em si é uma área grande e variada, composta por áreas selvagens, assentamentos humanos e diversas bases militares fortemente vigiadas. No entanto, o mundo do jogo não é um mundo verdadeiramente contíguo, mas sim 18 mapas diferentes separados por telas de carregamento. A transferência de uma área para outra só pode ser realizada em determinadas passagens específicas; cercas de arame e níveis extremos de radiação impedem o jogador de tentar cruzar o mapa em qualquer outra área.
As criaturas da Zona são muito diferentes de suas contrapartes do mundo real: cães, javalis, corvos e muito mais. Além disso, algumas áreas contêm humanos mutantes que foram afetados pelo chamado Brain Scorcher. A inteligência artificial da vida selvagem é altamente desenvolvida e apresenta muitos comportamentos realistas, como brigas por comida e mentalidade de matilha, que podem ser observados em eventos não programados. O motor do jogo foi projetado para que o comportamento do animal seja calculado mesmo que o jogador esteja em uma parte diferente da Zona.
Existem diversas variações de anomalia, cada uma tendo um impacto único sobre aqueles que cruzam seu caminho. Eles podem ser potencialmente mortais para o jogador e os NPCs, aplicando choques elétricos ou puxando-os para o ar e esmagando-os. A maioria das anomalias produz distorções visíveis no ar ou na luz e sua extensão pode ser determinada atirando parafusos (dos quais o jogador carrega um suprimento infinito) para ativá-las. Artefatos são encontrados espalhados pela Zona, geralmente perto de aglomerados de anomalias.  Além de serem negociados por dinheiro, vários artefatos podem ser usados para fornecer certos benefícios e malefícios (por exemplo, aumentar a resistência de um perseguidor a tiros e ao mesmo tempo contaminá-lo com pequenas quantidades de radiação), embora certos artefatos mais raros forneçam benefícios sem  quaisquer efeitos negativos.
O jogo não apresenta veículos controláveis (embora os veículos sejam programados no código do jogo, eles não estão disponíveis sem o uso de uma modificação de terceiros, e mesmo se adicionados, eles não são totalmente estáveis, pois um único golpe de faca pode destruí-lo completamente) e, portanto, os jogadores são obrigados a ir de um lugar para outro a pé. Uma opção de corrida usando uma barra de resistência limitada pode ser usada para aumentar temporariamente a taxa de movimento do jogador, embora isso seja reduzido pelo peso dos objetos que o jogador carrega e as armas não podem ser disparadas durante a corrida. É possível correr indefinidamente usando artefatos e mantendo-se abaixo de um determinado limite de peso (50 kg); no entanto, é impossível correr com certas armas (por exemplo, RPG-7 e SVD).
A contaminação radioativa causada pelos incidentes nucleares em Chernobyl ocorre em manchas invisíveis específicas em toda a Zona. Embora a maioria das áreas não esteja contaminada, áreas próximas a equipamentos de construção abandonados que foram usados na limpeza pós-acidente, certos destroços de veículos militares e uma variedade de outros locais criam campos de radiação de intensidade e tamanho variados, alguns dos quais não podem ser ultrapassados. sem o equipamento de proteção adequado e agentes anticontaminantes. O equipamento é simplificado em vários conjuntos de armaduras que possuem diferentes níveis de proteção radiológica. Resistência adicional à radiação pode ser conferida por alguns artefatos, e a doença da radiação pode ser tratada com medicamentos ou consumindo vodca.
Quando o jogador entra em uma área altamente irradiada, ele começará a receber envenenamento por radiação. Durante esse tempo, um ícone de radiação aparece na tela e passa do verde para o amarelo e para o vermelho, significando a força do envenenamento, que aumenta quanto mais tempo o jogador permanece presente nas áreas afetadas. Quanto mais forte o envenenamento, mais rápido a saúde do jogador diminui. A menos que o jogador morra devido a danos causados por envenenamento por radiação, não há efeitos permanentes de contraí-lo além da perda de saúde. No entanto, a radiação persistirá e continuará a prejudicar a saúde até que a medicação radioativa ou uma quantidade substancial de vodca seja consumida. A radiação pode ser evitada principalmente com o uso de certos artefatos que neutralizam a radiação ou trajes mais avançados que protegerão efetivamente o jogador da radiação.
Da mesma forma que a radiação funciona como mecânica de jogo, o jogador ocasionalmente ficará com fome durante suas viagens. Durante este estado, um ícone de garfo e colher cruzados aparecerá. Consumir alimentos no jogo retorna o estado do jogador de fome para sem fome, o que remove o impacto negativo na resistência que o status de fome proporciona. Porém, se ignorarmos comer, isso resultará na morte do jogador em um determinado período de tempo.
Tal como acontece com a radiação e a fome, o sangramento é outro estado de dano que o jogador deve tentar evitar ou controlar durante o jogo. O sangramento ocorre quando o jogador sofre certos tipos de lesões de certa gravidade (como ser baleado ou esfaqueado). O jogador perderá a quantidade de saúde determinada pelo golpe acertado e continuará a perder pequenas quantidades de saúde à medida que sangra. Às vezes, o sangramento pode parar por conta própria, mas o jogador pode evitar mais sangramento aplicando bandagens ou usando kits de primeiros socorros, evitando assim maiores perdas de saúde.

## Trama
Shadow of Chernobyl oferece 7 finais diferentes baseados nas ações do jogador. O final abaixo é considerado canônico da série.
O jogo começa com um raio atingindo um veículo, causando sua queda. O personagem do jogador é o único sobrevivente e acorda no bunker de um comerciante local do mercado negro.  O jogador sofre de amnésia e tem apenas duas pistas sobre sua identidade. A primeira é uma tatuagem da sigla "S.T.A.L.K.E.R."  e o segundo é um PDA, com a entrada “Kill Strelok”.  Sidorovich, o comerciante, dá-lhes o apelido de "Marcado". O Marcado realiza várias tarefas para Sidorovich como pagamento por salvar sua vida. Através dessas missões e de novos contatos, o jogador descobre pistas da possível localização de Strelok. Isso os leva mais fundo na Zona e fornece mais detalhes sobre Strelok e sua equipe. Ao longo do caminho, o Marcado começa a ter flashes de sua memória perdida.
Para progredir na Zona, o jogador deve desativar um dispositivo conhecido como Máquina Milagrosa. Este dispositivo é feito pelo homem e faz com que aqueles que estão ao seu alcance percam a cabeça, tornando-se zumbis. Ao desativar o dispositivo, o Marcado encontra uma pista que leva a Doc, um membro da equipe de Strelok. Uma armadilha fere o jogador, que é resgatado por Doc. Ele conta ao Marcado sobre um artefato monolítico conhecido como Wish Granter, localizado no centro da Zona. Este artefato é procurado por todas as facções e um grupo conhecido como Monolith o protege. Doc também dá a entender que o jogador é de fato Strelok, antes de partir.
Novas pistas apontam para a Usina Nuclear de Chernobyl como a localização do Wish Granter. Uma segunda Máquina Milagrosa, maior, chamada Brain Scorcher, bloqueia o caminho para Pripyat. Depois de desabilitar este dispositivo, o jogador pode viajar para Pripyat e até a fábrica. Com o caminho aberto, Pripyat se torna uma zona de guerra enquanto diferentes facções lutam pelo controle. O jogador deve lutar contra os fanáticos do Monolith e os militares para chegar à fábrica.  Uma vez dentro do sarcófago, o jogador descobre o Wish Granter e um laboratório secreto abaixo dele. Dentro do laboratório há um terminal, onde reside uma entidade conhecida como C-Consciousness.
O C-Consciousness revela que o personagem do jogador é Strelok, além de explicar a Zona e sua história. Após o desastre de Chernobyl em 1986, a União Soviética usou a vacância completa da Zona de Exclusão para pesquisas secretas e desimpedidas sobre a mente humana. Isso resultou no desenvolvimento de PES e armas psíquicas. Sete cientistas foram interligados neuralmente, criando uma mente coletiva conhecida como Consciência-C. Quando a União Soviética caiu cinco anos depois, a Consciência C assumiu o controle da Zona e continuou a pesquisa. A mente coletiva tentou criar a paz mundial através do controle mental global. Esta tentativa falhou e causou as anomalias e a natureza distorcida da realidade da Zona. Para se proteger, a Consciência C criou o Brain Scorcher e o Wish Granter. O Wish Granter faz lavagem cerebral naqueles que o alcançam, transformando-os em soldados Monolith.
A Consciência C dá a Strelok a opção de se fundir com ela e se tornar parte da mente coletiva. O jogador pode aceitar esta oferta ou tentar parar a Consciência C. Se Strelok rejeitar a oferta, a mente coletiva o teletransportará para longe. Para alcançar a mente coletiva, Strelok deve lutar contra soldados e mutantes Monolith e navegar pelas anomalias. Ao chegar à Consciência C, Strelok atira nas cápsulas que seguram os cientistas, matando a mente coletiva. Ele então destrói a unidade preparada para ele, sai das instalações e se deita na grama, sem ter certeza se fez a escolha certa, mas aliviado porque sua provação finalmente acabou.

## Características técnicas

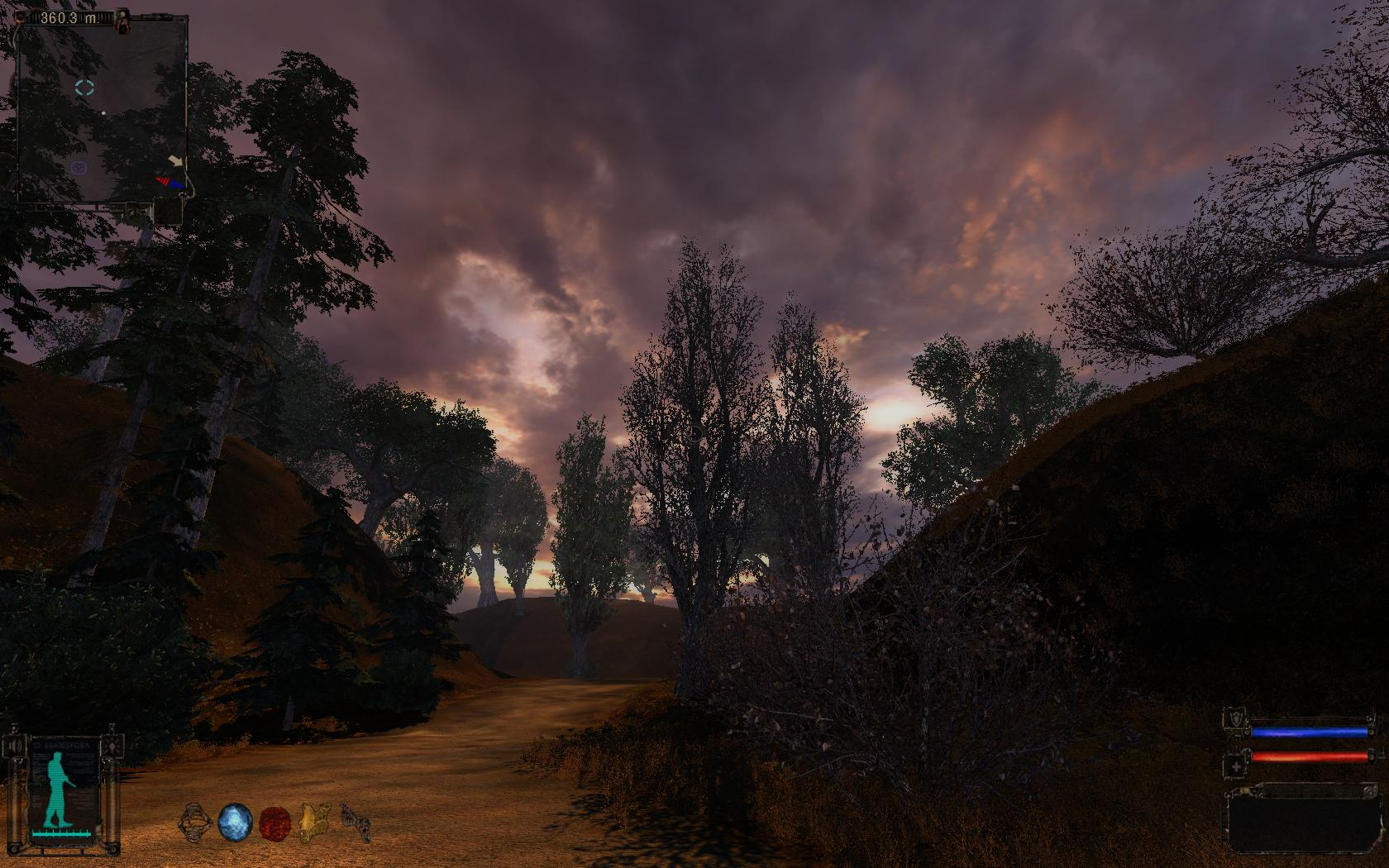
Uma captura de tela demonstrando as habilidades do mecanismo de renderização do S.T.A.L.K.E.R. após ativar o antialiasing e o mapeamento de tons.

O X-Ray Engine é um mecanismo gráfico DirectX 8.1/9 Shader Model 3.0. Até um milhão de polígonos podem aparecer na tela ao mesmo tempo. O mecanismo possui Renderização HDR, paralaxe e mapeamento normal, sombras suaves, desfoque de movimento, widescreen suporte, efeitos climáticos e dia/noite  ciclos. Tal como acontece com outros motores que usam sombreamento diferido, o X-Ray Engine não suporta antialiasing multisample com iluminação dinâmica habilitada. No entanto, uma forma diferente de antialiasing pode ser habilitada com iluminação dinâmica que utiliza um algoritmo de detecção de bordas para suavizar bordas entre objetos. O jogo se passa em uma área de trinta quilômetros quadrados, e tanto o exterior quanto o interior dessa área são renderizados com a mesma quantidade de detalhes. Algumas texturas do jogo eram fotografias das paredes do estúdio dos desenvolvedores. A partir do patch 1.0003, o X-Ray Engine suporta configurações de monitor de "tela surround", incluindo uma proporção de resolução nativa de 16:9.
O X-Ray Engine está entre os primeiros de seu tipo a apresentar Iluminação global por meio de um método chamado Mapeamento de fótons, o sistema GI funciona inteiramente através da CPU em um núcleo e foi visto pela primeira vez implementado em  uma versão beta já em 2004, no entanto, permaneceu experimental durante o desenvolvimento do ShoC, provavelmente devido ao seu enorme impacto no desempenho.
O mecanismo de raio-X usa o mecanismo de inteligência artificial ALife proprietário do GSC Game World. A-Life suporta mais de mil personagens que habitam a Zona. Esses personagens não têm script, o que significa que a vida da IA pode ser desenvolvida mesmo quando não estiver em contato com o jogador. Os NPCs têm um ciclo de vida completo (realização de tarefas, combate, descanso, alimentação e sono) e o mesmo se aplica aos diversos monstros que vivem na Zona (caçar, atacar perseguidores e outros monstros, descansar, comer, dormir). Esses monstros migram em grandes grupos. A natureza não-roteirizada dos personagens significa que há um número ilimitado de missões aleatórias. Por exemplo, resgatar perseguidores do perigo, destruir perseguidores renegados, proteger ou atacar acampamentos de perseguidores ou procurar tesouros. Os personagens de IA viajam por toda a Zona como acharem melhor. Várias táticas de ataque foram cortadas por motivos de dificuldade, incluindo a capacidade dos inimigos curarem aliados feridos e dar ordens.
S.T.A.L.K.E.R. usa uma versão fortemente modificada do mecanismo de física ODE, Física Ragdoll, objetos destrutíveis, balística de bala realista e animação esquelética podem ser encontrados no jogo. As balas são afetadas pela gravidade, ricocheteando em superfícies sólidas em ângulos oblíquos, e as armas de fogo são altamente imprecisas quando disparadas sem mira. Para acertar acertos consistentes de médio ou longo alcance, os jogadores devem mirar usando a mira de ferro de suas armas. Além disso, o dano de acerto é pseudo-realista, e o jogador pode morrer depois de levar apenas alguns tiros (embora mais tarde no jogo possam ser adquiridos vários trajes de armadura e artefatos que aumentam a resistência do jogador a danos). O final do jogo depende muito do armamento com mira devido aos inimigos bem armados e blindados que mantêm distância do jogador.
Um sistema meteorológico é integrado em várias partes da paisagem e permite uma variedade de efeitos climáticos, como sol, tempestades e aguaceiros. As armas disponíveis, o comportamento da IA, as táticas de jogo e os sistemas de classificação dependem do clima. Ao contrário da maioria dos sistemas climáticos dinâmicos, o jogo apresenta superfícies molhadas dinâmicas completas, como pavimento, concreto, paredes de tijolos, etc.
O jogo apresenta música ambiente de Vladimir Frey, também conhecido como "MoozE.  Conta ainda com três músicas da banda ucraniana Firelake.

## Desenvolvimento e lançamento
O jogo foi anunciado pela primeira vez pela GSC Game World em novembro de 2001, como S.T.A.L.K.E.R.: Oblivion Lost, embora tenha sido falado já em 2000. Teve sua data de lançamento, originalmente no verão de 2003, adiada várias vezes. Enquanto isso, centenas de capturas de tela do jogo foram lançadas, bem como uma dúzia de videoclipes de prévia, acompanhados de outras formas de promoção do GSC, como convidar fãs para seus escritórios em Kyiv para jogar o build atual do jogo. No entanto, devido aos atrasos, alguns consideraram S.T.A.L.K.E.R. ser vaporware.
No final de dezembro de 2003, uma versão pré-alfa do jogo vazou para redes de compartilhamento de arquivos ponto a ponto. Esta compilação, marcada como versão 1096, inadvertidamente atuou como uma demonstração tecnológica do motor do S.T.A.L.K.E.R., apesar de sua falta de NPC inimigos e fauna. Depois disso, com o jogo faltando a data de lançamento de 2003 e ainda longe de ser finalizado, a editora THQ enviou Dean Sharpe (e mais tarde CEO da desenvolvedora Metro, 4A Games, que seria formada por alguns ex-membros do GSC Game World que trabalharam em Shadow of Chernobyl) para supervisionar o corte de muitos recursos e reduzir a escala geral e as ambições para salvá-lo do inferno do desenvolvimento, deixando grande parte dele para ser adquirido em um sequência.
Em fevereiro de 2005, a THQ expressou o desejo de ver o jogo lançado no final do ano fiscal de 2006 (31 de março de 2006), mas afirmou que nenhuma data de lançamento havia sido definida. Em outubro de 2005, a THQ confirmou que S.T.A.L.K.E.R. não seria lançado "até a segunda metade do ano fiscal de 2007 da THQ (outubro de 2006), no mínimo." Em fevereiro de 2006, a THQ revisou esta possível janela de lançamento, dizendo que o jogo não estaria nas lojas até o primeiro trimestre de 2007. Em uma entrevista no Russian Gameland Awards, o gerente de relações públicas Oleg Yavorsky indicou que o lançamento estava planejado para setembro de 2006. Em 2006, o jogo ficou em 9º lugar no prêmio Vaporware '06 da Wired.
No final de fevereiro, o GSC conseguiu lançar uma versão beta pública. Uma demo multijogador foi lançada ao público em 15 de março de 2007. Em 2 de março de 2007, foi anunciado que o jogo chegou a fase gold.
Em fevereiro de 2009, devido à demanda popular, o GSC Game World lançou o "xrCore" build 1935, datado de 18 de outubro de 2004. Ele usa um mecanismo de física completamente diferente, com muitos monstros, níveis e veículos cortados.  Também foi significativamente maior do que o lançamento no varejo. No entanto, é um tanto instável, mas apresenta o jogo completo junto com um "sistema A-Life totalmente funcional".  Atualmente está disponível para download gratuito nos servidores e espelhos do GSC. Várias outras versões do jogo também foram lançadas publicamente, junto com documentos de design.
Em 2022, um suposto porte para console vazou para a internet.
Em 6 de março de 2024, GSC Game World lançou o jogo com um pacote isso inclui outros jogos da franquia em que o jogo será incluído e será lançado apenas em plataformas de console, como Playstation 4,  Xbox One e através da compatibilidade com versões anteriores em Playstation 5 e Xbox Series X/S.

## Recepção

### Recepção critica
S.T.A.L.K.E.R.: Shadow of Chernobyl recebeu críticas geralmente positivas, com os críticos elogiando o jogo por seu estilo e profundidade enquanto criticavam questões técnicas, mencionando o número de bugs presentes.  Recebeu uma pontuação de 82,70% no GameRankings e 82/100 no Metacritic.
O design do jogo da Zona foi um dos aspectos mais favorecidos. GameSpot elogiou o estilo e o design dos níveis, afirmando "Este é um jogo sombrio, mas no bom sentido, pois captura perfeitamente seu cenário pós-apocalíptico", enquanto a Eurogamer o chamou de "um dos jogos mais assustadores para PC", passando a dizer "Como a zona mitológica de Chernobyl em que se baseia, este jogo é um terreno traiçoeiro e sombriamente belo." Game Informer não achou a jogabilidade particularmente inovadora, mas ainda elogiou o design básico do FPS, dizendo: "S.T.A.L.K.E.R. não é a revolução que todos esperávamos que fosse. É, no entanto, uma aventura em primeira pessoa respeitável e às vezes excelente" enquanto a GameSpot o chamou de "um dos melhores modelos de balística já vistos em um jogo e, como resultado, os tiroteios parecem autênticos quando você tenta acertar alguém com o que pode ser um rifle totalmente impreciso".
Após o lançamento, S.T.A.L.K.E.R. foi criticado por ter vários bugs, especialmente quando usado com o recém-lançado Windows Vista. A IGN descobriu que o jogo "tendia a gaguejar com bastante frequência, às vezes parando por três ou quatro segundos em intervalos regulares, o que ocorreu em dois computadores Windows XP diferentes com qualidade visual máxima", e alguns casos de falhas de travamento do jogo. Outro aspecto criticado foi a história, que para alguns críticos foi "incoerente" e que a PC Gamer afirmou "falha na história específica do seu personagem".

### Prêmios
S.T.A.L.K.E.R. ganhou o prêmio Special Achievement de Melhor Atmosfera no GameSpot's Best and Worst 2007, afirmando que "S.T.A.L.K.E.R. captura a natureza de 'cidade fantasma' da zona, desde as cidades abandonadas até o deserto coberto de vegetação. Em seguida, o jogo adiciona seus próprios elementos paranormais, que  ajude a tornar um ambiente assustador quase aterrorizante às vezes."

### Vendas
PERSEGUIDOR. recebeu o prêmio de vendas "Silver" da Entertainment and Leisure Software Publishers Association (ELSPA), indicando vendas de pelo menos 100.000 cópias no Reino Unido. Em setembro de 2008, S.T.A.L.K.E.R. vendeu 2 milhões de cópias em todo o mundo. O CEO da GSC Game World, Sergiy Grygorovych, disse: "Estamos muito satisfeitos que o S.T.A.L.K.E.R. se tornou tão popular entre jogadores de todo o mundo. O sucesso financeiro nos permitirá desenvolver o S.T.A.L.K.E.R. em diferentes direções como uma marca."

## Legado

### S.T.A.L.K.E.R.: Clear Sky
S.T.A.L.K.E.R.: Clear Sky é um jogo ambientada oito meses antes de Shadow of Chernobyl. O mundo do jogo consiste em uma mistura de áreas antigas e redesenhadas e níveis completamente novos. O motor atualizado suporta o sistema de animação Inverse Kinematics, permitindo mais e melhores animações. Novos efeitos como iluminação volumétrica também foram incluídos. Em geral, os desenvolvedores procuraram pegar o básico de tudo em Shadow of Chernobyl e aprimorá-los. Melhor IA, gráficos e novas adições ao jogo, como guerras de facções, foram alguns dos recursos adicionados.

### S.T.A.L.K.E.R.: Call of Pripyat
S.T.A.L.K.E.R.: Call of Pripyat é uma sequência ambientada após os eventos de Shadow of Chernobyl. O jogo apresenta novas áreas recriadas por locais reais, como a cidade de Pripyat, Estação ferroviária de Yanov, Fábrica de Júpiter, Kopachi Village e muito mais. Outros recursos incluem um sistema A-Life aprimorado, uma nova interface de jogador, uma história totalmente nova e uma série de personagens únicos, dois novos monstros, comportamentos e habilidades, um sistema estendido de missões secundárias, uma função de dormir e um modo de jogo livre.

### S.T.A.L.K.E.R.: Oblivion Lostrestoration projects
Em 2014, um mod destinado a restaurar recursos cancelados das primeiras versões do jogo foi lançado como um jogo independente intitulado S.T.A.L.K.E.R. - Lost Alpha, cujo desenvolvimento continuou com Lost Alpha - Developer's Cut lançado em 2017. Craig Pearson de Rock, Paper, Shotgun elogiou muitos aspectos da versão de 2014, mas também notou a presença de problemas de estabilidade e insetos.

### S.T.A.L.K.E.R. 2: Heart of Chornobyl
S.T.A.L.K.E.R. 2: Heart of Chornobyl é o próximo jogo eletrônico da Terro de sobrevivência da GSC Games World com lançamento previsto para Setembro de 2024 para Xbox Series X/S, Microsoft Windows.